# Lac Saint-Henri
Pour les articles homonymes, voir Saint-Henri.
Le lac Saint-Henri est un plan d'eau douce traversé par la rivière Métabetchouane, dans le territoire non organisé de Lac-Croche, dans la municipalité régionale de comté (MRC) de La Jacques-Cartier, dans la région administrative de la Capitale-Nationale, dans la province de Québec, au Canada. Ce lac se situe dans la réserve faunique des Laurentides.
Le lac Saint-Henri est desservie indirectement par la route 155 (reliant La Tuque et Chambord). La route forestière R0410 passe au nord du lac. Quelques routes forestières secondaires desservent cette zone pour les besoins de la foresterie et des activités récréotouristiques.
La foresterie constitue la principale activité économique du secteur ; les activités récréotouristiques, en second.
La surface du lac Saint-Henri est habituellement gelée du début de décembre à la fin mars, toutefois la circulation sécuritaire sur la glace se fait généralement de la mi-décembre à la mi-mars.

## Géographie
Les principaux bassins versants voisins du lac Saint-Henri sont :
- côté nord : rivière Métabetchouane, lac Métascouac, lac Métabetchouane, rivière Moncouche ;
- côté est : lac Corneillier, lac Frenette, rivière Métascouac, rivière Métascouac Sud, rivière Métabetchouane Est, lac Jacques-Cartier, rivière Jacques-Cartier ;
- côté sud : rivière de la Place, rivière Métabetchouane, rivière Métabetchouane Est ;
- côté ouest : lac Ventadour, lac Lescarbot, grande rivière Bostonnais, rivière Aberdeen.

Le lac Saint-Henri comporte une longueur de 7,0 km, une largeur de 1,15 km et une altitude de 413 m. Ce lac est surtout alimenté par la décharge de la rivière Métabetchouane (venant du sud-est par le lac Hugh), des ruisseaux riverains, la décharge du lac Desève, la décharge du lac Gagné et la décharge du lac Roublard. Ce lac comporte un rétrécissement en son milieu à cause de deux presqu’îles qui se rapproche à environ 170 m l’une de l’autre. La rivière Métabetchouane traverse ce lac sur 6,1 km vers le nord.
L’embouchure du lac Saint-Henri est située au fond à l’extrême nord du lac, soit à :
- 0,4 km au sud du pont routier de la route forestière R0410 ;
- 8,9 km à l’est du lac Ventadour ;
- 13,3 km à l’est du lac Lescarbot ;
- 4,6 km à l’ouest du cours de la rivière Métascouac ;
- 22,1 km à l’est du chemin de fer du Canadien National ;
- 20,2 km au sud-ouest du lac aux Écorces ;
- 28,5 km au nord-est du centre du village de lac-Édouard ;
- 75,8 km au sud-est de l’embouchure de la rivière Métabetchouane, sur la rive sud du lac Saint-Jean[2].

À partir de l’embouchure du lac Saint-Henri, le courant suit consécutivement le cours de :
- la rivière Métabetchouane sur 109,8 km généralement vers le nord-ouest ;
- le lac Saint-Jean sur 22,25 km vers le nord-est jusqu’à la petite Décharge ;
- la rivière Saguenay via la Petite Décharge sur 172,3 km vers l’est jusqu’à Tadoussac où il conflue avec l’estuaire du Saint-Laurent[2].

## Toponymie
Le toponyme « lac Saint-Henri » a été officialisé le 5 décembre 1968 par la Commission de toponymie du Québec.